# 창조신
창조신(創造神 · Creator god · Creator deity) 또는 조물주(造物主 · Creator)는 세상 또는 우주를 창조한 신이다. 일신교 또는 유일신교에서는 단 하나의 신만이 존재하므로 그 신이 유일한 창조신이 된다. 반면 다신교 전통에서는 한 창조신만 있는 경우도 있고 복수의 창조신이 있는 경우도 있다. 다신교의 일종인 일신숭배 전통에서는 일차적인 창조신인 원초의 초월적인 존재와는 별개의 이차적인 하위 창조신이 존재하는 경우가 흔하다.

## 같이 보기
| - 간격 이론(Gap Creationism) - 날-시대 이론(Day-Age Creationism) - 브라만(Brahman) - 브라흐마(Brahma) - 성경의 우주론(Biblical cosmology) - 오랜 지구 창조론(Old Earth Creationism) - 우주론(Cosmology) - 우주발생론(Cosmogony) - 우주발생론 논증(Cosmological argument) | - 위대한 영(Great Spirit) - 이신론(Deism) - 자이나교와 비창조론(Jainism and non-creationism) - 젊은 지구 창조론(Young Earth Creationism) - 존재(Existence) - 지적 설계자(Intelligent designer) - 창조의 날짜(Dating Creation) - 침춤 · 짐줌(Tzimtzum · Zimzum) |